# Most (Getränk)

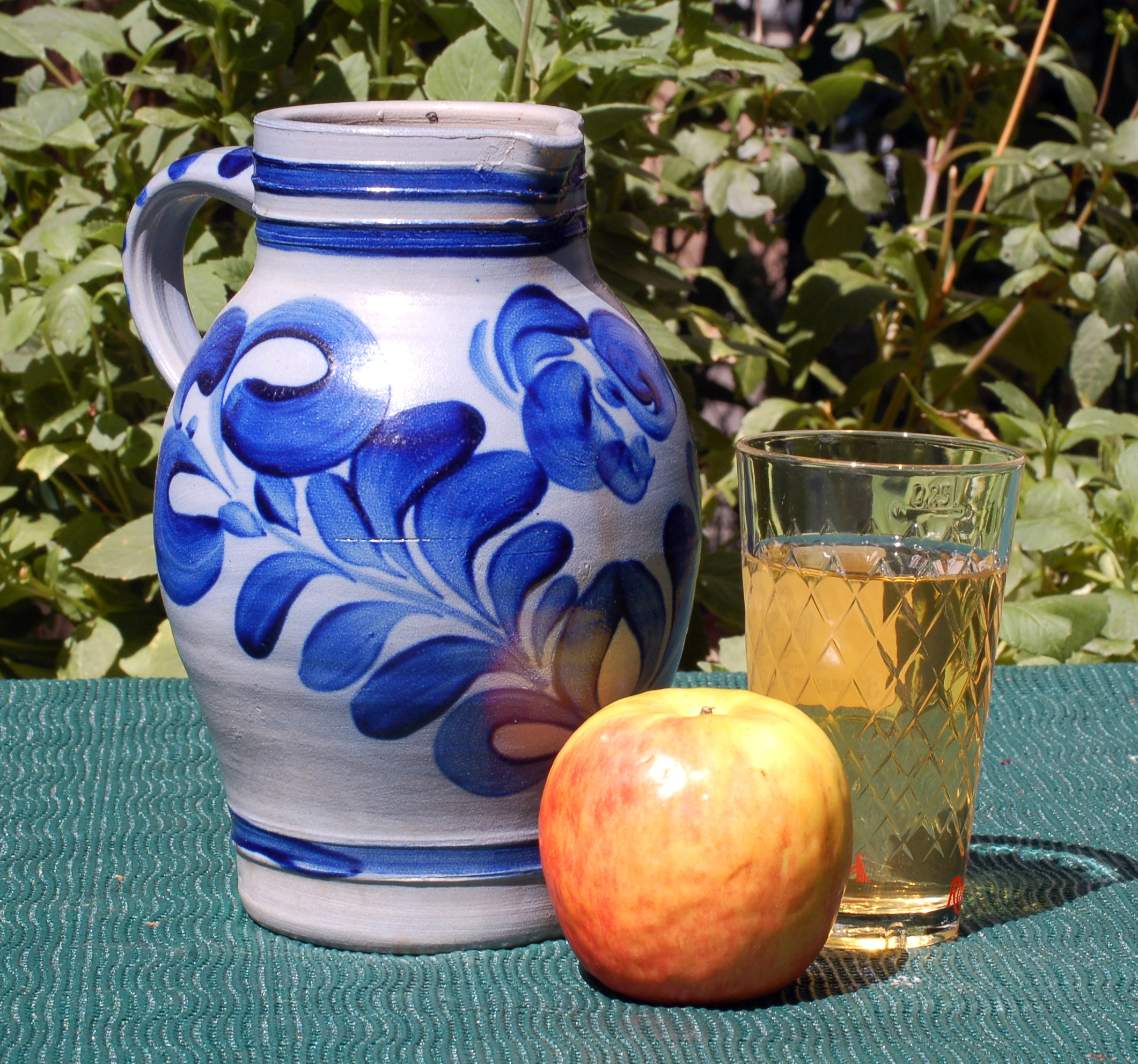
Bembel und Geripptes, in denen in Süd- und Mittelhessen traditionell Ebbelwoi serviert werden

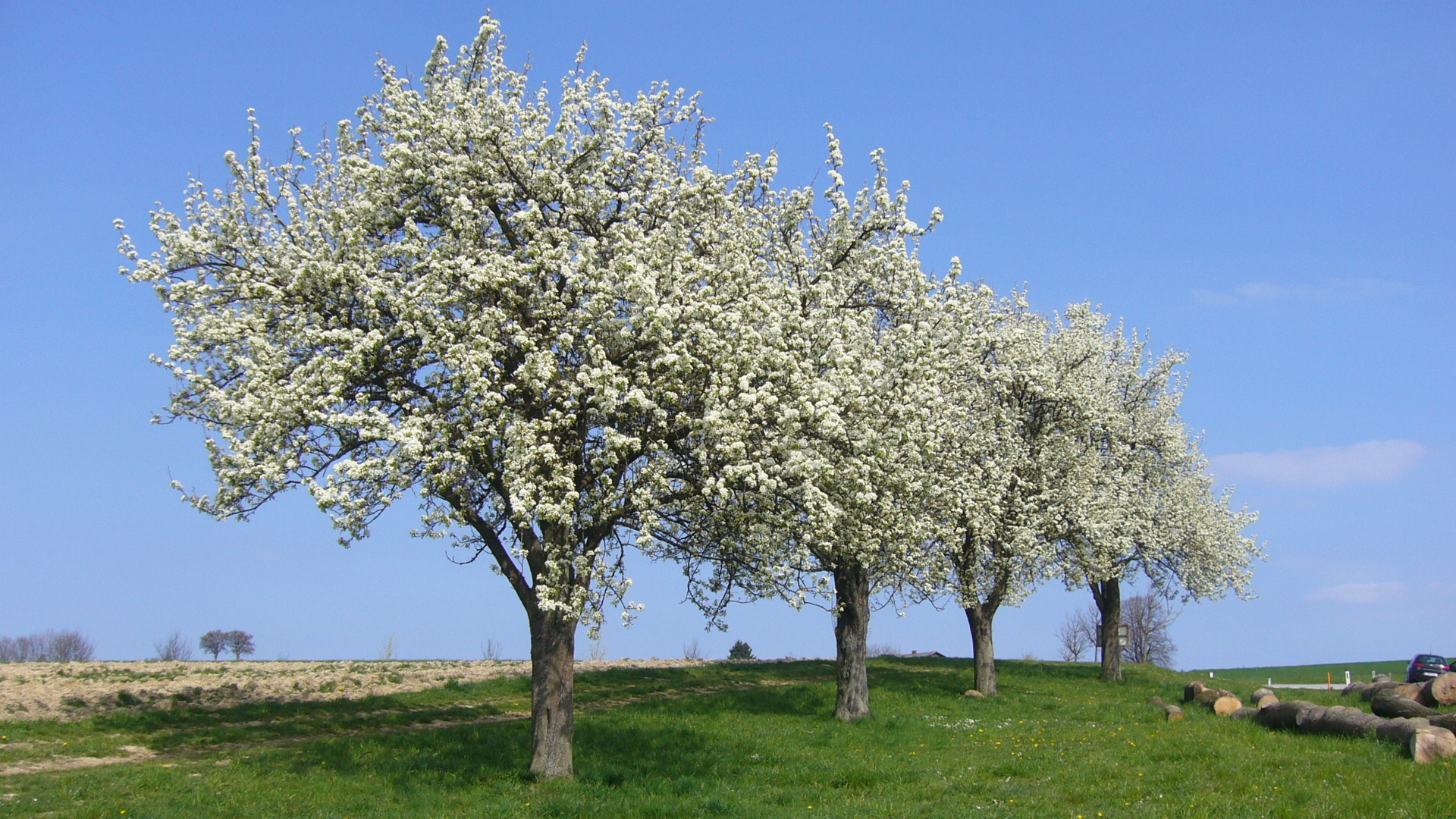
Blühende Birnbäume im Mostviertel, Niederösterreich

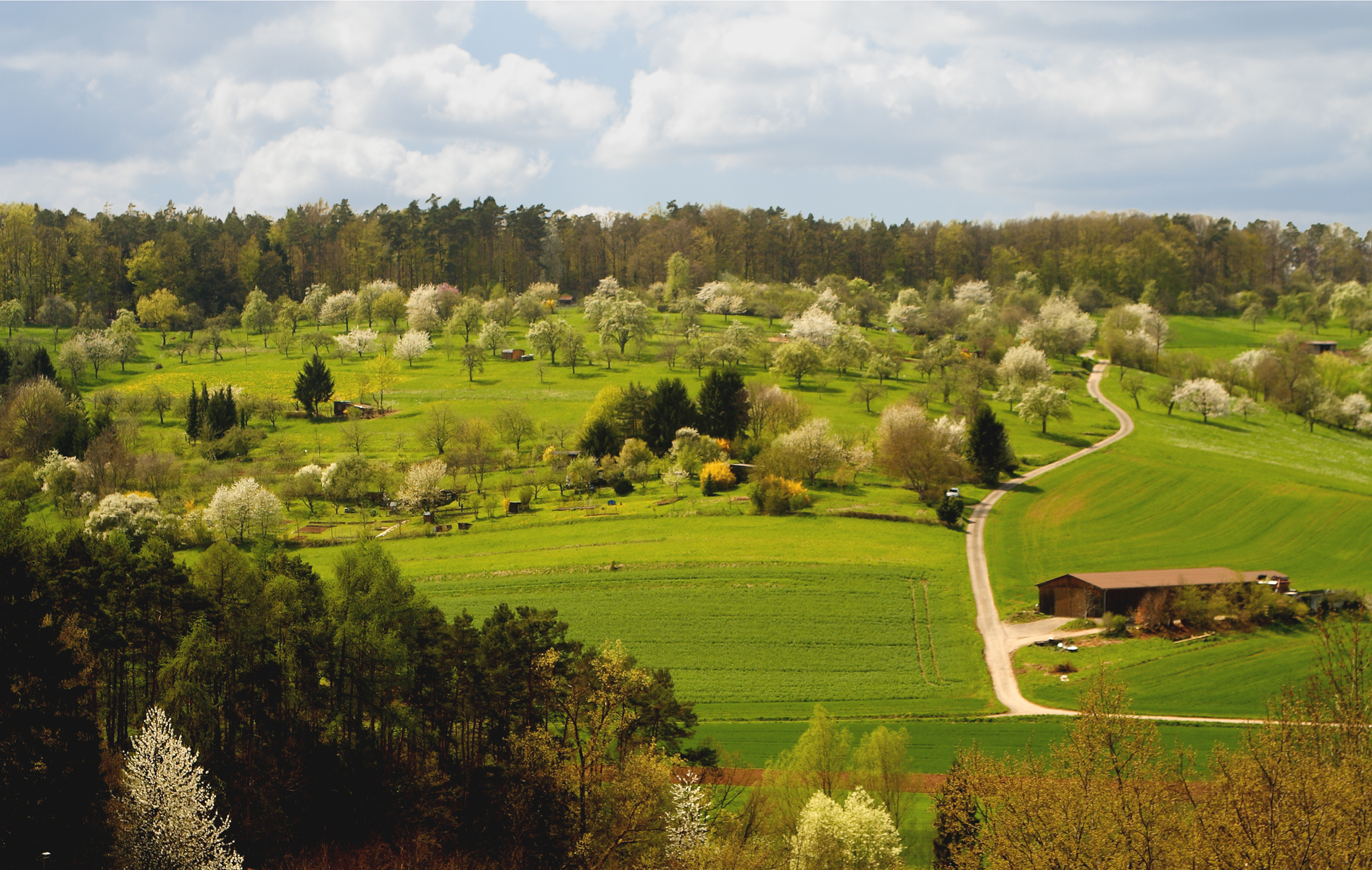
Streuobstwiesen in Baden-Württemberg

Als Most (lateinisch mustum) wird allgemein durch Keltern (Pressen) gewonnener Fruchtsaft bezeichnet, je nach Gegend auch bereits vergorener. Übliche Früchte sind Äpfel (Apfelmost), Birnen oder Trauben (Traubenmost als Vorstufe zum Wein, Federweißer). Andere Obstweine werden üblicherweise nicht als Most bezeichnet. Der lateinische Wortstamm bedeutet so viel wie „junger Wein“.

## Regionale Varianten
- In Baden-Württemberg, Bayern, im niederösterreichischen Mostviertel sowie in Oberösterreich wird der Most traditionell meist aus den gerbstoffreichen Mostbirnen mit einer Beimengung von Mostäpfeln, Wirtschaftsäpfeln oder Tafeläpfeln, teils auch von Quitten und den Früchten des Speierlingbaumes gekeltert und vergoren. Most aus Gemischen wird „Mischling“ genannt. Most kann jedoch auch rein aus dem Presssaft von Äpfeln oder Birnen bestehen (Apfel- oder Birnenwein). Unter „Süßmost“ versteht man den frisch gepressten, unvergorenen Apfel- oder Birnensaft. Durch die Zugabe von Kirschen wird „Roter Most“ hergestellt.
- In der Schweiz, in Liechtenstein, in Vorarlberg, in Kärnten, in Teilen der Steiermark, dem südlichen Burgenland sowie in Süddeutschland versteht man unter Most gefilterten oder ungefilterten Apfelwein (saurer Most, Hochalemannisch → suura Moscht). Dort werden meist Mostbirnen in kleineren Mengen beigemischt.
- In den Gegenden, in denen unter Most vergorener Apfelsaft (Apfelwein) verstanden wird, heißt der frisch gepresste und unvergorene Apfelsaft Süßmost.
- In Wien und anderen österreichischen Weinanbaugebieten versteht man unter Most den süßen unvergorenen Traubensaft.

Nach seiner Obstproduktion und dessen Verwendung heißt das südwestliche Viertel von Niederösterreich Mostviertel. Es liegt mit seiner Mostproduktion österreichweit allerdings nur auf Platz 3, die Steiermark auf Platz 2 und knapp die Hälfte der Mosternte Österreichs erfolgt in Oberösterreich.
Der Schweizer Kanton Thurgau wird lokal als Mostindien bezeichnet. Im Passauer Land gibt es ebenfalls noch viele traditionelle Mostbauern.

## Geschichte
Bekannt war der Most historischen Zeugnissen zufolge schon bei den Kelten, die den Obstwein jedoch vor allem zur Verdauungsförderung tranken. In späteren Jahrhunderten wurde der Most geschätzt, da ihn jedermann kostengünstig selbst herstellen konnte.
Im späten 15. Jahrhundert (1487) ist die Verwendung einer Maßeinheit für Most („Meraner mostmass“) aus dem Südtiroler Untervinschgau bezeugt. Aus einer Ortschronik vom Ende des 19. Jahrhunderts geht hervor, dass Most auf der Schwäbischen Alb in dieser Zeit eines der wichtigsten Getränke war. Dort heißt es: „Zweites Frühstück Most und Brot, Abendessen Brotsuppe, Kartoffeln und Milch; in dieser Weise nähren sich alle Kategorien der hiesigen Bevölkerung, bloß haben die Reichen mehr Fleisch. In manchen Häusern wird neben Most auch ein wenig Branntwein verabreicht. Bier wird bloß sonntags im Wirtshaus auf eigene Kosten getrunken. Getränke: täglich 2 Liter Most, in der Ernte 4 Liter für männliche Arbeiter, weibliche die Hälfte. Frauen und Kinder trinken nur wenig Most, Branntwein gar nicht.“

## Produktion
Apfel- und Birnenmost wird aus sogenanntem Mostobst gewonnen, das einen höheren Gerbstoffanteil besitzt als Früchte, die für den Verzehr gedacht sind. Mit einer Mostpresse wird der Saft, der sogenannte Süßmost, aus den Früchten gepresst. Durch Hefepilze wird der enthaltene Fruchtzucker zu Alkohol vergoren. Die Gärung dauert zehn Tage bis drei Wochen. Einigen Mostsorten werden auch Edelhefen zugesetzt, die die Gärung um einige Tage verlängern. Anschließend wird der Most filtriert und geklärt.

## Eigenschaften
Most soll sich durch folgende Qualitätskriterien auszeichnen: Er soll von klarer Farbe sein und ohne Trübungen, einen fruchtigen Geruch aufweisen, außerdem verfügt er oft über einen natürlichen Kohlensäuregehalt, der bei der Gärung entsteht. Der Alkoholgehalt liegt bei Apfel- und Birnenmost zwischen sechs und acht Prozent. Most hat aufgrund seines Alkohol- und Zuckergehalts einen physiologischen Brennwert von ca. 210 kJ/100 g (= 50 kcal/100 g).
Im niederösterreichischen Mostviertel hat der Verband der Mostbauern das Getränk in vier Geschmacksrichtungen eingeteilt: mild, halbmild, kräftig und resch. Die Geschmacksrichtungen kommen dabei durch das Zusammenspiel von Säure, Gerbstoffen und Restzucker zustande. Milder Most soll demnach einen Säuregehalt von höchstens 6,5 Promille aufweisen, halbmilder Most zwischen 6,5 und 8 Promille. Kräftiger Most soll sich durch einen hohen Gerbstoffanteil bei gleichzeitig niedriger Säure auszeichnen, rescher Most enthält mehr als 8 Promille Fruchtsäure.